# Geografija Bocvane
Bocvana je celinska država v južni Afriki, severno od Južne Afrike. Bocvana zavzema površino 581.730 kvadratnih kilometrov, od tega je 566.730 km2 kopnega. Bocvana ima skupno dolžino kopenskih meja 4347,15 kilometra, od tega si sestavne meje deli z Namibijo (1544 km), Južno Afriko (1969 km), Zimbabvejem (834 km) in Zambijo (0,15 km). Velik del prebivalstva Bocvane je skoncentriran v vzhodnem delu države.
Skupna količina sončnega obsevanja je visoka vse leto, čeprav je zima najbolj sončno obdobje. V sušnem obdobju je vsa država vetrovna in prašna.

## Podatki o površini
Površina
- Skupaj: 581.730 km2
  - uvrstitev države na svetu: 48. mesto

- Kopno: 566.730 km2
- Voda: 15.000 km2

## Geografija
Dežela je pretežno ravna do rahlo valovita planota, čeprav je nekaj hribovitega območja, kjer se izvaja rudarstvo. Puščava Kalahari je v osrednjem in jugozahodnem delu. Okavangova delta, ena največjih celinskih delt na svetu, je na severozahodu, slana kotlina Makgadikgadi pa leži v severno-osrednjem območju. Makgadikgadia je nastala kot zgodnje bivališče primitivnega človeka; to veliko sezonsko mokrišče je sestavljeno iz več velikih sestavnih solin, največje so kotanja Nwetwe, kotanja Sua in kotanja Nxai. Najnižja nadmorska višina Bocvane je na stičišču rek Limpopo in Shashe, na višini 513 m. Najvišja točka je hrib Monalanong, na 1494 m. Država je razdeljena na štiri porečja, ki so zaradi sušnega podnebja včasih nejasna:
- reka Chobe na meji s Caprivijevim pasom v Namibiji je skupaj z majhnim sosednjim močvirnim območjem del porečja Zambezi;
- večina severnega in osrednjega dela države je del notranjega porečja Okavango;
- najvzhodnejši del države spada v porečje Limpopo;
- južna in jugozahodna območja, ki sta najbolj suha od vseh, odtekajo po reki Molopo vzdolž južnoafriške meje in reki Nossob skozi Rezervat divjadi Central Kalahari in so tehnično del porečja reke Oranje. Vendar nobena od teh rek običajno ne teče tako daleč do reke Oranje. (Zadnje zabeleženo sotočje je bilo v osemdesetih letih 19. stoletja.)[3]

Razen rek Chobe, Okavango, Boteti in Limpopo večina rek v Bocvani preneha teči v sušnih in zgodnjih deževnih obdobjih.
V Bocvani gozdni pokrov predstavlja približno 27 % celotne površine, kar ustreza 15.254.700 hektarjem (ha) gozda leta 2020, kar je manj kot 18.803.700 hektarjev (ha) leta 1990. Leta 2020 so naravno obnavljajoči se gozdovi pokrivali 15.254.700 hektarjev, od tega je bilo 0 % naravno obnavljajočih se gozdov primarnih (sestavljenih iz avtohtonih drevesnih vrst brez jasno vidnih znakov človekove dejavnosti), približno 11 % gozdnih površin pa je bilo znotraj zavarovanih območij. Za leto 2015 je bilo 24 % gozdnih površin v javni lasti in 76 % v zasebni lasti.

### Podnebje
Bocvana je polsušna zaradi kratke deževne dobe. Vendar pa ji relativno visoka nadmorska višina in celinska lega dajeta subtropsko podnebje. Država je večino leta oddaljena od zračnih tokov, bogatih z vlago. Sušna sezona traja od aprila do oktobra na jugu in do novembra na severu, kjer je količina padavin višja. Jug države je najbolj izpostavljen hladnim vetrovom v zimskem obdobju (od začetka maja do konca avgusta), ko so povprečne temperature okoli 14 °C. Celotna država ima vroča poletja s povprečnimi temperaturami okoli 26 °C. Število sončnih žarkov je veliko vse leto, čeprav je zima najbolj sončno obdobje. Celotna država je v sušnem obdobju vetrovna in prašna.
- Zemljevid Köppnovih podnebnih klasifikacijskih con v Bocvani
- Satelitska slika Bocvane
- Zemljevid višine Bocvane

## Naravne nevarnosti
Bocvana je izpostavljena občasnim sušam, sezonski avgustovski vetrovi pa pihajo z zahoda in nosijo pesek in prah, kar lahko ovira vidljivost.

## Okolje
Trenutni okoljski problemi v Bocvani so prekomerna paša, dezertifikacija in obstoj le omejenih virov sladke vode.
Raziskave znanstvenikov so pokazale, da običajna praksa prekomerne populacije goveda za spopadanje z izgubami zaradi suše dejansko izčrpava redko biomaso, zaradi česar so ekosistemi bolj ranljivi. Študija okrožja napoveduje, da se bo do leta 2050 cikel blage suše zaradi podnebnih sprememb verjetno skrajšal – 18 mesecev namesto dveh let.

## Mednarodni sporazumi
Bocvana je pogodbenica naslednjih mednarodnih sporazumov: biotska raznovrstnost, podnebne spremembe, dezertifikacija, ogrožene vrste, nevarni odpadki, pomorsko pravo, organizacija za jedrske poskuse, varstvo ozonske plasti in mokrišča.

## Skrajne točke
To je seznam skrajnih točk Bocvane, točk, ki so dlje severno, južno, vzhodno ali zahodno od katere koli druge lokacije.
- Najsevernejša točka – meja z Zambijo na reki Zambezi v okrožju Chobe
- Najvzhodnejša točka – tromeja z Južno Afriko in Zimbabvejem, osrednje okrožje
- Najjužnejša točka – Bokspits, okrožje Kgalagadi
- Najzahodnejša točka – zahodni del meje z Namibijo*

opomba: Bocvana nima najzahodnejše točke, saj zahodni del tvori 22. poldnevnik zemljepisne dolžine vzhodno od Greenwicha.